# Yunmen si
Yunmen si (Klasztor Bramy Chmur, chiń. upr. 云门寺; chiń. trad. 雲門寺; pinyin Yúnmén sì) – chiński klasztor buddyjski szkoły chan o 1200-letniej historii, położony w pobliżu miasta Shaoguan (韶關) w prowincji Guangdong.

## Historia klasztoru
Klasztor został wybudowany przez mistrza chan i założyciela szkoły yunmen Yunmena Wenyana w 923. Budowę zakończono w roku 928. Położony jest u stóp szczytu Cibei góry Yunmen ok. 6 km od miasta Shaoguan w powiecie Ruyuan prowincji Guangdong. Pierwotna nazwa klasztoru to Bailong. Niedługo potem zmieniono ją na Chifeng. W 963 roku Youchi zmienił nazwę na klasztor Wielkiego Oświecenia (Dayue si), która to nazwa utrzymała się do dziś. Klasztor ten nosi także nazwę Yunmen shan Dajue si (klasztor Wielkiego Oświecenia na górze Yunmen, trad. 大覺寺, upr. 大觉寺) lub Dajue Chansi - klasztor chan Wielkiego Oświecenia)
Szkoła chan "yunmen" poczęta w tym klasztorze rozwijała się aż do końca południowej dynastii Song (1127-1279). Następnie zaczęła stopniowo zanikać. Losy klasztoru przeplatały się kilkakrotnymi okresami upadku i renowacji.
W XVI i XVII w. należał do kilku wielkich klasztorów chan (np. Tiantong i Ayuwang), które przyczyniły się do renesansu buddyzmu w tym okresie. Opatem klasztoru był m.in. Zhanran Yuancheng (1561–1626) ze szkoły caodong (z linii klasztoru Szaolin), a potem również jego uczniowie: Shiyu Mingfang (1593–1648) i Ermi Mingfu (1591–1642).
W czasie inwazji japońskiej na Chiny klasztor ten prowadzony przez Xuyuna stał się azylem dla uciekinierów.
W 1943 roku mistrz chan Xuyun odnowił w ciągu 9 lat klasztor i zrewitalizował tradycję szkoły yunmen. W 1959 roku opatem klasztoru został uczeń i spadkobierca mistrza - mistrz chan Fayun. W klasztorze w stupie (2004) znajdują się relikwie (skt śarira; chiń. sheli 舍利) pozostałe po kremacji mistrza chan Fayuna, zmarłego 25 września 2003 roku. Mistrz Fayun był w trzynastym pokoleniu (?) następcą mistrza Yunmena i uczniem Xuyuna.
Kolejny trudny etap nastąpił w okresie rewolucji kulturalnej. 9 kwietnia 1983 roku klasztor został objęty ochroną i odbudowany.
Zajmuje obszar 50000 metrów kwadratowych. Składa się z około 180 budynków i pawilonów organicznie powiązanych w całość. Jest jednym z głównych zabytków regionu i świętym miejscem dla ludzi Yao. Jest masowo odwiedzany przez wiernych.
Przed klasztorem znajduje się góra Guanyin. Pomiędzy górą a klasztorem znajdują się obszerne pola uprawiane przez mnichów klasztoru. Za klasztorem znajduje się Widokowy Rejon Jeziora oraz Buddyjski College otwarty w 1992 roku.
Klasztor jest jednym ze 142 głównych klasztorów Chin.

## Galeria

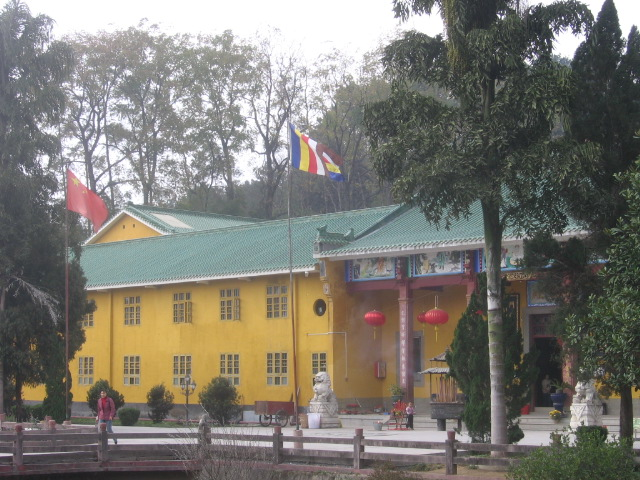
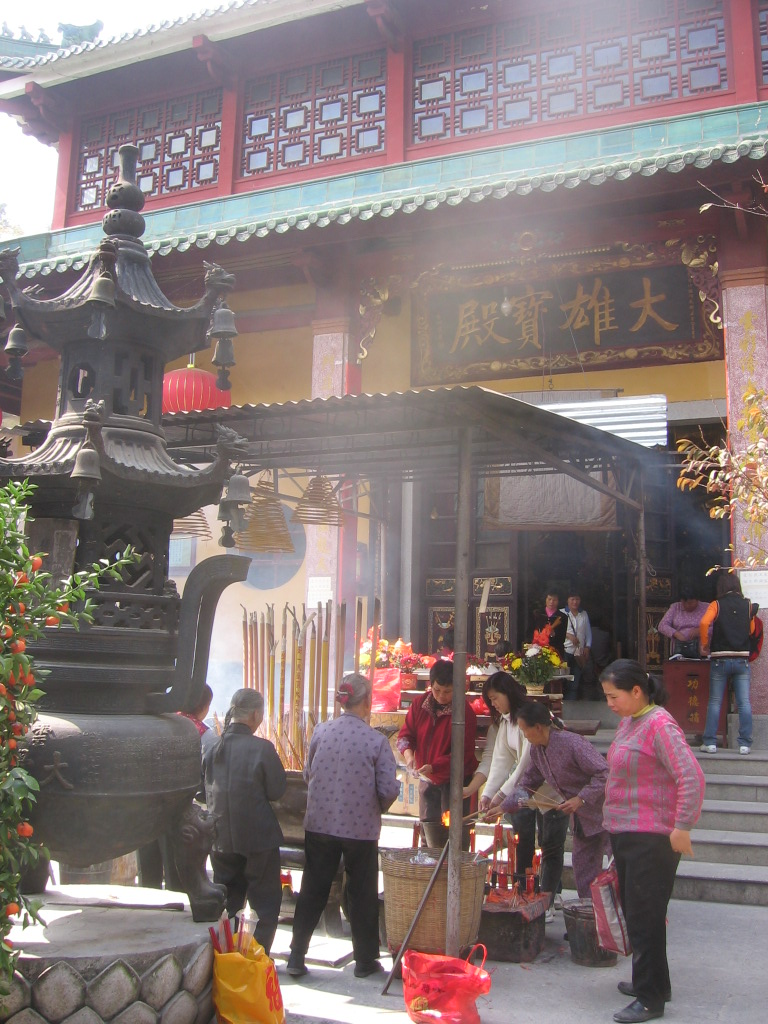
Budynek Mahawiry
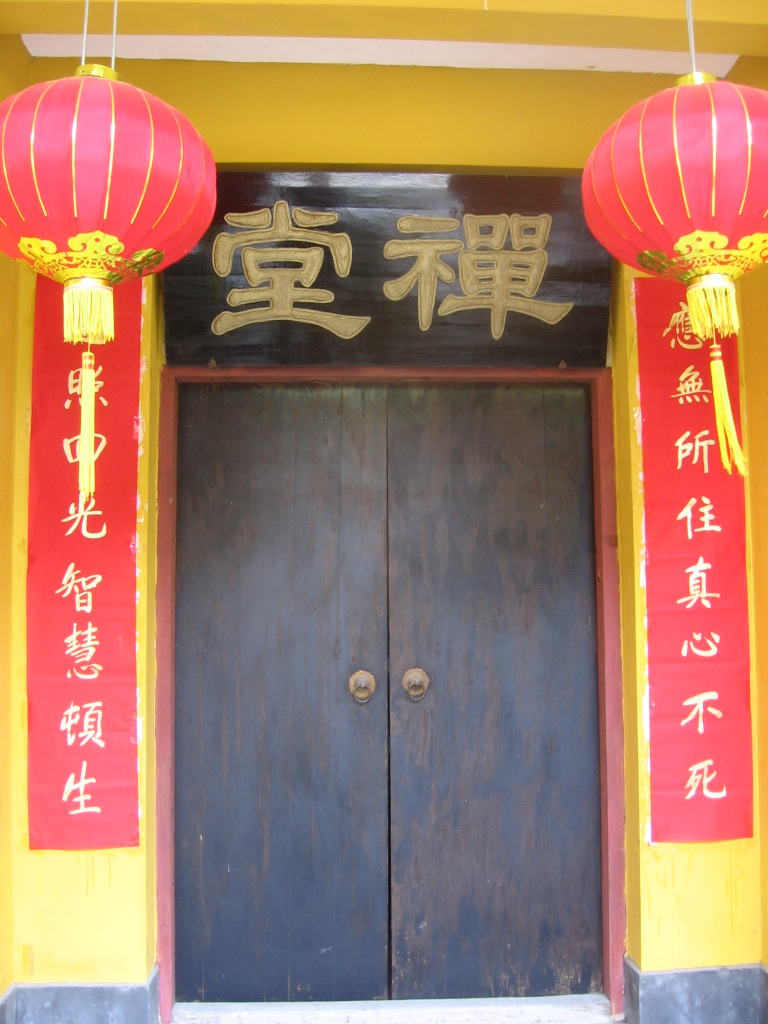
Wejście do sali medytacji
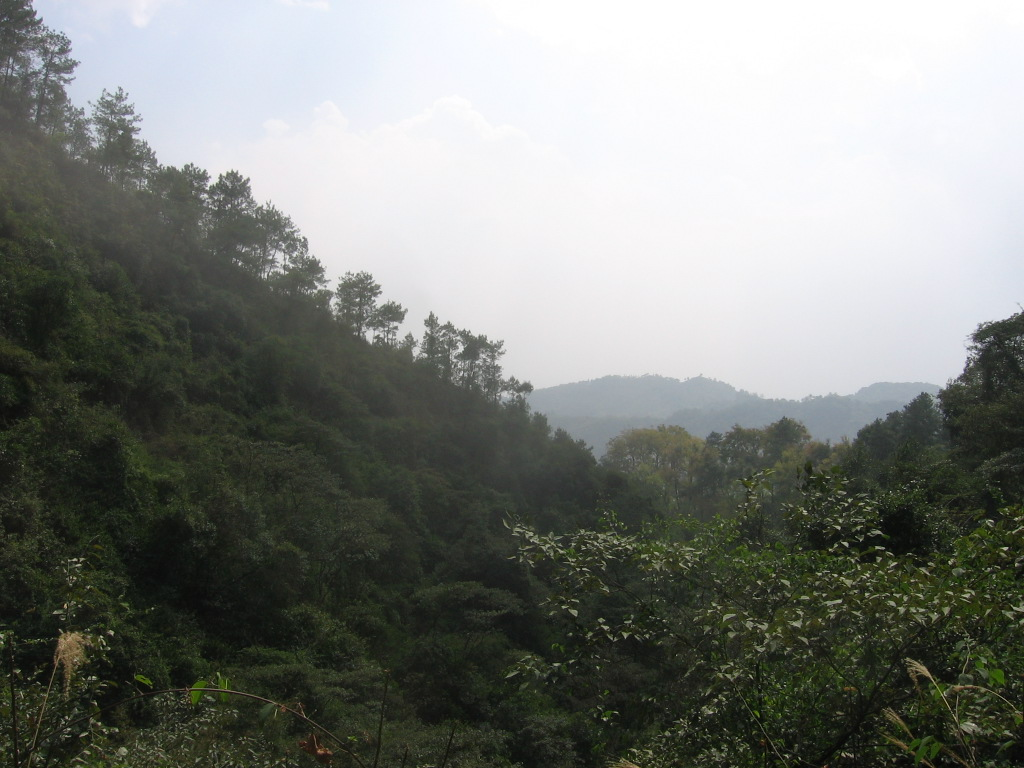
Zbocze góry Yunmen